# Mina de Talvivaara

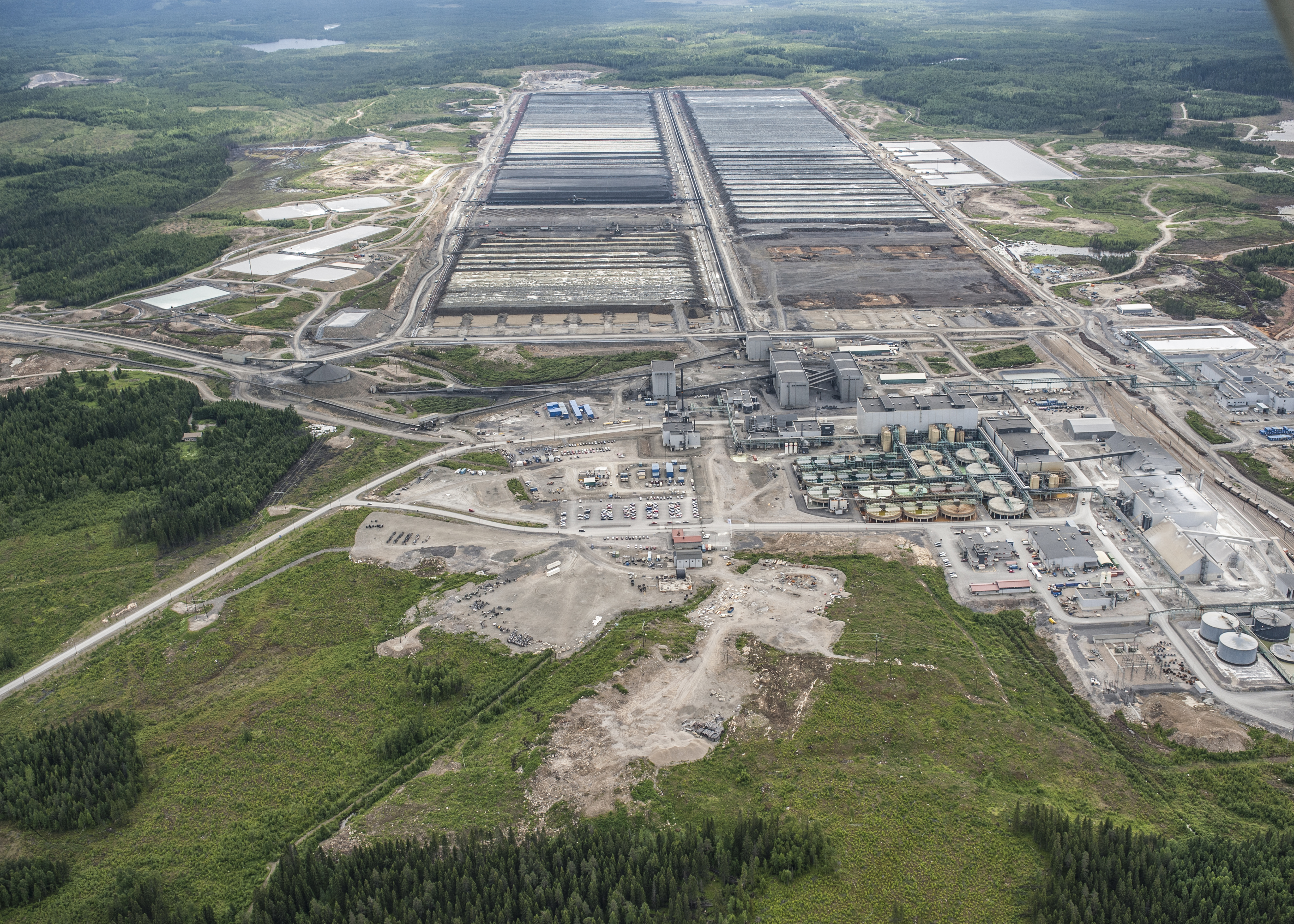
Fotografia aérea da mina em agosto de 2013

A Mina de Talvivaara é uma das maiores minas de níquel da Finlândia.

Fica situada no município de Sotkamo, na província de Oulu, no leste do país, e nela trabalham cerca de 400 pessoas.

Explorada desde 2008, a Mina de Talvivaara estende-se por uma área de 61 km2, e tem uma produção anual calculada em 50 000 toneladas de níquel, 60 000 toneladas de zinco, 10 000 toneladas de cobre e 1 200 toneladas de cobalto. As quantidades de minérios existentes permitem uma expectativa de 40-50 anos de exploração dessa mina.

Esta mina é explorada pela companhia de mineração Talvivaara Mining Company (em finlandês:  Talvivaaran Kaivososakeyhtiö Oyj).